# Campeonato Mundial de Voleibol Feminino Sub-23 de 2017
O Campeonato Mundial de Voleibol Feminino Sub-23 de 2017 foi a terceira edição desta competição. Reuniu doze  seleções mundiais na disputa pelo título desta categoria. A Federação Internacional de Voleibol (FIVB) é que organizou este evento, tendo sido disputado entre os dias 10 e 17 de setembro, no qual a Eslovênia foi o país-sede. As cidades de Ljubljana e Maribor receberam as partidas.
A exemplo do que ocorreu no Campeonato Mundial de Voleibol Masculino Sub-23 de 2017, esta competição teve também o propósito de testar a nova regra de pontuação deste desporto, nas quais cada partida contou com sete sets de quinze pontos, onde saiu vitoriosa a equipe que conquistasse quatro destes sets.

## Formato de disputa
As doze seleções foram dispostas em dois grupos de seis equipes cada, onde se enfrentaram em seus respectivos grupos com turno único, conforme sorteio da entidade organizadora. 
Os dois últimos selecionados de cada grupo ficaram, de maneira correspondente, na 9ª e 11ª colocações da classificação final desta competição. As duas primeiras colocadas de cada chave se qualificaram para a fase semifinal, enfrentando-se em cruzamento olímpico. As terceiras e quartas colocadas dos dois grupos participaram da disputa do 5º ao 8º lugares. Os times vencedores das semifinais se classificaram para a partida final, da qual saiu o selecionado campeão. As equipes derrotadas nas semi-finais jogaram pela terceira posição do torneio.

## Critérios de pontuação
Para a classificação dentro de cada grupo, foi conferido o seguinte sistema de pontuação nesta competição.
- Vitória por 4 a 0, 4 a 1 ou 4 a 2: três pontos para a equipe vencedora e zero para a perdedora;
- Vitória por 4 a 3: dois pontos para a equipe vencedora e um para a perdedora.

## Seleções participantes
As seleções que obtiveram classificação para esta competição foram:
| Torneio de qualificação                       | Data                             | Sede              | Vagas             | Qualificados         | Última participação |
| --------------------------------------------- | -------------------------------- | ----------------- | ----------------- | -------------------- | ------------------- |
| País-sede                                     | 2 de fevereiro de 2016           | Lausana           | 1                 | Eslovênia            | estreante           |
| Torneio Qualificatório Europeu Sub-23 de 2016 | 27 a 31 de julho de 2016         | Vrnjačka Banja    | 2                 | Turquia              | 2º                  |
| Torneio Qualificatório Europeu Sub-23 de 2016 | 27 a 31 de julho de 2016         | Vrnjačka Banja    | 2                 | Bulgária             | 7º                  |
| Campeonato Sul-Americano Sub-23 de 2016       | 27– 31 de julho de 2016          | Lima              | 1                 | Brasil               | 1º                  |
| Copa Pan-Americana Sub-23 de 2017             | 19 a 25 de novembro de 2016      | Lima              | 1 CSV e 2 NORCECA | Argentina            | 10º (2013)          |
| Copa Pan-Americana Sub-23 de 2017             | 19 a 25 de novembro de 2016      | Lima              | 1 CSV e 2 NORCECA | República Dominicana | 3º                  |
| Copa Pan-Americana Sub-23 de 2017             | 19 a 25 de novembro de 2016      | Lima              | 1 CSV e 2 NORCECA | Cuba                 | 11º                 |
| Campeonato Africano Sub-22 de 2016            | 23 a 27 de outubro de 2016       | Kasarani          | 2                 | Egito                | 11º                 |
| Campeonato Africano Sub-22 de 2016            | 23 a 27 de outubro de 2016       | Kasarani          | 2                 | Quênia               | 12º (2013)          |
| Campeonato Asiático Sub-23 de 2017            | 13 a 21 de maio                  | Nakhon Ratchasima | 2                 | Japão                | 4º                  |
| Campeonato Asiático Sub-23 de 2017            | 13 a 21 de maio                  | Nakhon Ratchasima | 2                 | Tailândia            | 8º                  |
| Ranking Mundial                               | a partir de 1 de janeiro de 2017 | Lausana           | 1                 | China                | 5º                  |
| Total                                         |                                  |                   | 12                |                      |                     |

## Primeira fase

### Grupo A
Classificação
|     |                      |     | Jogos | Jogos | Jogos | Pontos | Pontos | Pontos | Sets | Sets | Sets   |
| Pos | Equipe               | Pts | T     | V     | D     | V      | P      | R      | V    | P    | R      |
| --- | -------------------- | --- | ----- | ----- | ----- | ------ | ------ | ------ | ---- | ---- | ------ |
| 1   | Eslovênia            | 15  | 5     | 5     | 0     | 331    | 230    | 1.439  | 20   | 2    | 10,000 |
| 2   | República Dominicana | 9   | 5     | 3     | 2     | 429    | 390    | 1.100  | 16   | 13   | 1.231  |
| 3   | China                | 9   | 5     | 3     | 2     | 302    | 304    | 0.993  | 12   | 12   | 1,000  |
| 4   | Tailândia            | 5   | 5     | 2     | 3     | 332    | 364    | 0.912  | 10   | 17   | 0.588  |
| 5   | Egito                | 4   | 5     | 1     | 4     | 354    | 415    | 0.853  | 12   | 18   | 0.667  |
| 6   | Argentina            | 3   | 5     | 1     | 4     | 390    | 435    | 0.897  | 11   | 19   | 0.579  |

Resultados
| Data      | Hora  | Equipe 1             | Placar | Equipe 2             | Set 1 | Set 2 | Set 3 | Set 4 | Set 5 | Set 6 | Set 7 | Total     | Relatório |
| --------- | ----- | -------------------- | ------ | -------------------- | ----- | ----- | ----- | ----- | ----- | ----- | ----- | --------- | --------- |
| 10 de set | 14:00 | República Dominicana | 4 – 2  | Egito                | 12-15 | 15-6  | 15-8  | 15-12 | 15-17 | 19-17 |       | 91 – 75   | Jogo 01   |
| 10 de set | 17:00 | Eslovênia            | 4 – 0  | Argentina            | 15-11 | 15-10 | 15-10 | 15-8  |       |       |       | 60 – 39   | Jogo 03   |
| 10 de set | 20:00 | China                | 4 – 0  | Tailândia            | 15-11 | 15-6  | 15-11 | 15-12 |       |       |       | 60 – 40   | Jogo 05   |
| 11 de set | 14:00 | Tailândia            | 4 – 2  | Argentina            | 11-15 | 15-5  | 15-10 | 15-12 | 13-15 | 15-10 |       | 84 – 67   | Jogo 07   |
| 11 de set | 17:00 | China                | 4 – 2  | Egito                | 10-15 | 15-11 | 12-15 | 15-10 | 15-7  | 15-7  |       | 82 – 63   | Jogo 09   |
| 11 de set | 20:00 | Eslovênia            | 4 – 1  | República Dominicana | 15-11 | 15-9  | 11-15 | 19-17 | 15-11 |       |       | 75 – 63   | Jogo 11   |
| 12 de set | 14:00 | República Dominicana | 4 – 3  | Argentina            | 21-23 | 12-15 | 15-12 | 17-15 | 16-14 | 20-22 | 15-5  | 116 – 106 | Jogo 13   |
| 12 de set | 17:00 | Eslovênia            | 4 – 0  | China                | 15-11 | 15-12 | 15-5  | 15-8  |       |       |       | 60 – 36   | Jogo 15   |
| 12 de set | 20:00 | Tailândia            | 2 – 4  | Egito                | 9-15  | 15-7  | 11-15 | 15-9  | 14-16 | 4-15  |       | 68 – 77   | Jogo 17   |
| 14 de set | 14:00 | Egito                | 3 – 4  | Argentina            | 10-15 | 6-15  | 14-16 | 16-14 | 15-13 | 15-11 | 11-15 | 87 – 99   | Jogo 19   |
| 14 de set | 17:00 | Eslovênia            | 4 – 0  | Tailândia            | 15-8  | 16-14 | 15-10 | 15-10 |       |       |       | 61 – 42   | Jogo 21   |
| 14 de set | 20:00 | República Dominicana | 4 – 0  | China                | 15-10 | 15-13 | 15-3  | 15-10 |       |       |       | 60 – 36   | Jogo 23   |
| 15 de set | 14:00 | China                | 4 – 2  | Argentina            | 11-15 | 13-15 | 15-8  | 15-11 | 18-16 | 16-14 |       | 88 – 79   | Jogo 25   |
| 15 de set | 17:00 | República Dominicana | 3 – 4  | Tailândia            | 15-9  | 15-12 | 12-15 | 15-11 | 12-15 | 11-15 | 19-21 | 99 – 98   | Jogo 27   |
| 15 de set | 20:00 | Eslovênia            | 4 – 1  | Egito                | 15-5  | 15-17 | 15-10 | 15-10 | 15-8  |       |       | 75 – 50   | Jogo 29   |

### Grupo B
Classificação
|     |          |     | Jogos | Jogos | Jogos | Pontos | Pontos | Pontos | Sets | Sets | Sets  |
| Pos | Equipe   | Pts | T     | V     | D     | V      | P      | R      | V    | P    | R     |
| --- | -------- | --- | ----- | ----- | ----- | ------ | ------ | ------ | ---- | ---- | ----- |
| 1   | Turquia  | 12  | 5     | 4     | 1     | 310    | 254    | 1.220  | 16   | 6    | 2.667 |
| 2   | Bulgária | 11  | 5     | 4     | 1     | 358    | 292    | 1.226  | 17   | 9    | 1.889 |
| 3   | Brasil   | 9   | 5     | 3     | 2     | 309    | 271    | 1.140  | 13   | 9    | 1.444 |
| 4   | Cuba     | 7   | 5     | 2     | 3     | 307    | 320    | 0.959  | 11   | 13   | 0.846 |
| 5   | Japão    | 6   | 5     | 2     | 3     | 313    | 306    | 1.023  | 12   | 12   | 1,000 |
| 6   | Quênia   | 0   | 5     | 0     | 5     | 153    | 300    | 0.510  | 0    | 20   | 0,000 |

Resultados
| Data      | Hora  | Equipe 1 | Placar | Equipe 2 | Set 1 | Set 2 | Set 3 | Set 4 | Set 5 | Set 6 | Set 7 | Total   | Relatório |
| --------- | ----- | -------- | ------ | -------- | ----- | ----- | ----- | ----- | ----- | ----- | ----- | ------- | --------- |
| 10 de set | 09:00 | Brasil   | 4 – 0  | Quênia   | 15-2  | 15-5  | 15-11 | 15-10 |       |       |       | 60 – 28 | Jogo 02   |
| 10 de set | 17:00 | Turquia  | 4 – 0  | Cuba     | 15-12 | 16-14 | 17-15 | 15-8  |       |       |       | 63 – 49 | Jogo 04   |
| 10 de set | 20:00 | Japão    | 2 – 4  | Bulgária | 13-15 | 15-13 | 15-11 | 13-15 | 12-15 | 11-15 |       | 79 – 84 | Jogo 06   |
| 11 de set | 14:00 | Bulgária | 4 – 0  | Quênia   | 15-1  | 15-5  | 15-6  | 15-11 |       |       |       | 60 – 23 | Jogo 08   |
| 11 de set | 17:00 | Japão    | 4 – 0  | Cuba     | 15-12 | 15-12 | 15-7  | 15-13 |       |       |       | 60 – 44 | Jogo 10   |
| 11 de set | 20:00 | Brasil   | 4 – 0  | Turquia  | 17-15 | 15-12 | 15-6  | 15-12 |       |       |       | 62 – 45 | Jogo 12   |
| 12 de set | 14:00 | Turquia  | 4 – 0  | Quênia   | 15-6  | 15-5  | 15-12 | 15-11 |       |       |       | 60 – 34 | Jogo 14   |
| 12 de set | 17:00 | Brasil   | 4 – 1  | Japão    | 14-16 | 15-13 | 15-11 | 17-15 | 15-10 |       |       | 76 – 65 | Jogo 16   |
| 12 de set | 20:00 | Bulgária | 4 – 3  | Cuba     | 10-15 | 12-15 | 11-15 | 15-10 | 15-10 | 15-11 | 15-6  | 93 – 82 | Jogo 18   |
| 14 de set | 14:00 | Cuba     | 4 – 0  | Quênia   | 15-9  | 15-10 | 15-7  | 15-12 |       |       |       | 60 – 38 | Jogo 20   |
| 14 de set | 17:00 | Brasil   | 0 – 4  | Bulgária | 10-15 | 5-15  | 14-16 | 9-15  |       |       |       | 38 – 60 | Jogo 22   |
| 14 de set | 20:00 | Turquia  | 4 – 1  | Japão    | 15-12 | 15-5  | 15-9  | 12-15 | 15-8  |       |       | 72 – 49 | Jogo 24   |
| 15 de set | 14:00 | Japão    | 4 – 0  | Quênia   | 15-7  | 15-8  | 15-6  | 15-9  |       |       |       | 60 – 30 | Jogo 26   |
| 15 de set | 17:00 | Turquia  | 4 – 1  | Bulgária | 15-9  | 15-12 | 15-11 | 10-15 | 15-13 |       |       | 70 – 60 | Jogo 28   |
| 15 de set | 20:00 | Brasil   | 1 – 4  | Cuba     | 12-15 | 15-9  | 10-15 | 15-17 | 14-16 |       |       | 66 – 72 | Jogo 30   |

## Fase final

### Classificação do 5º ao 8º lugares
Resultados
| Data      | Hora  | Equipe 1 | Placar | Equipe 2  | Set 1 | Set 2 | Set 3 | Set 4 | Set 5 | Set 6 | Set 7 | Total   | Relatório |
| --------- | ----- | -------- | ------ | --------- | ----- | ----- | ----- | ----- | ----- | ----- | ----- | ------- | --------- |
| 16 de set | 12:30 | China    | 1 – 4  | Cuba      | 14-16 | 15-6  | 10-15 | 10-15 | 16-18 |       |       | 65 – 78 | Jogo 31   |
| 16 de set | 15:00 | Brasil   | 4 – 0  | Tailândia | 18-16 | 16-14 | 15-10 | 15-7  |       |       |       | 64 – 47 | Jogo 33   |

Semi-finais
Resultados
| Data      | Hora  | Equipe 1  | Placar | Equipe 2             | Set 1 | Set 2 | Set 3 | Set 4 | Set 5 | Set 6 | Set 7 | Total   | Relatório |
| --------- | ----- | --------- | ------ | -------------------- | ----- | ----- | ----- | ----- | ----- | ----- | ----- | ------- | --------- |
| 16 de set | 17:30 | Turquia   | 4 – 3  | República Dominicana | 11-15 | 16-14 | 11-15 | 13-15 | 15-7  | 16-14 | 15-8  | 97 – 88 | Jogo 32   |
| 16 de set | 20:00 | Eslovênia | 4 – 1  | Bulgária             | 11-15 | 15-10 | 15-12 | 18-16 | 15-4  |       |       | 74 – 57 | Jogo 34   |

### Sétimo lugar
Resultado
| Data      | Hora  | Equipe 1 | Placar | Equipe 2  | Set 1 | Set 2 | Set 3 | Set 4 | Set 5 | Set 6 | Set 7 | Total   | Relatório |
| --------- | ----- | -------- | ------ | --------- | ----- | ----- | ----- | ----- | ----- | ----- | ----- | ------- | --------- |
| 17 de set | 10:00 | China    | 4 – 2  | Tailândia | 14-16 | 12-15 | 15-4  | 16-14 | 15-3  | 19-17 |       | 91 – 69 | Jogo 35   |

### Quinto lugar
Resultado
| Data      | Hora  | Equipe 1 | Placar | Equipe 2 | Set 1 | Set 2 | Set 3 | Set 4 | Set 5 | Set 6 | Set 7 | Total   | Relatório |
| --------- | ----- | -------- | ------ | -------- | ----- | ----- | ----- | ----- | ----- | ----- | ----- | ------- | --------- |
| 17 de set | 10:00 | Cuba     | 0 – 4  | Brasil   | 12-15 | 6-15  | 8-15  | 3-15  |       |       |       | 39 – 60 | Jogo 36   |

### Terceiro lugar
Resultado
| Data      | Hora  | Equipe 1             | Placar | Equipe 2 | Set 1 | Set 2 | Set 3 | Set 4 | Set 5 | Set 6 | Set 7 | Total   | Relatório |
| --------- | ----- | -------------------- | ------ | -------- | ----- | ----- | ----- | ----- | ----- | ----- | ----- | ------- | --------- |
| 17 de set | 15:30 | República Dominicana | 2 – 4  | Bulgária | 15-12 | 8-15  | 11-15 | 18-16 | 11-15 | 9-15  |       | 72 – 88 | Jogo 37   |

### Final
Resultado
| Data      | Hora  | Equipe 1 | Placar | Equipe 2  | Set 1 | Set 2 | Set 3 | Set 4 | Set 5 | Set 6 | Set 7 | Total   | Relatório |
| --------- | ----- | -------- | ------ | --------- | ----- | ----- | ----- | ----- | ----- | ----- | ----- | ------- | --------- |
| 17 de set | 18:00 | Turquia  | 4 – 0  | Eslovênia | 15-12 | 15-11 | 15-13 | 15-8  |       |       |       | 60 – 44 | Jogo 38   |